# Elżbieta Weiss
 Elżbieta Weiss  (ur. 17 marca 1950 we Wrocławiu, zm. 21 lipca 2018) –  ekonomistka, dr hab., wykładowca akademicki.

## Życiorys
W 1985 uchwałą Rady Wydziału Zarządzania i Informatyki Akademii Ekonomicznej we Wrocławiu uzyskała stopień doktora nauk o organizacji i zarządzaniu. W 2006 uzyskała stopień doktora habilitowanego nauk ekonomicznych na Uniwersytecie Technicznym w Ostrawie.  Związana z Uniwersytetem Ekonomicznym we Wrocławiu oraz z Uniwersytetem Opolskim. Była pracownikiem naukowym Wyższej Szkoły Finansów i Zarządzania w Warszawie, pełniła również funkcję kierownika Zakładu Zarządzania Jakością Wydziału Ekonomicznego Uniwersytetu Opolskiego. Swoje zainteresowania koncentrowała na problematyce zarządzania oraz problematyce podejścia procesowego w pozyskiwaniu środków unijnych. Podczas wyborów samorządowych w listopadzie 2014 przegrała wybory na wójta gminy Walim z dotychczas urzędującym wójtem Adamem Hausmanem uzyskując 20% poparcia. W tych samych wyborach również bez powodzenia ubiegała się o mandat radnego gminy Walim z okręgu Dziećmorowice. Zmarła 21 lipca 2018. Została pochowana na Cmentarzu Świętej Rodziny we Wrocławiu.

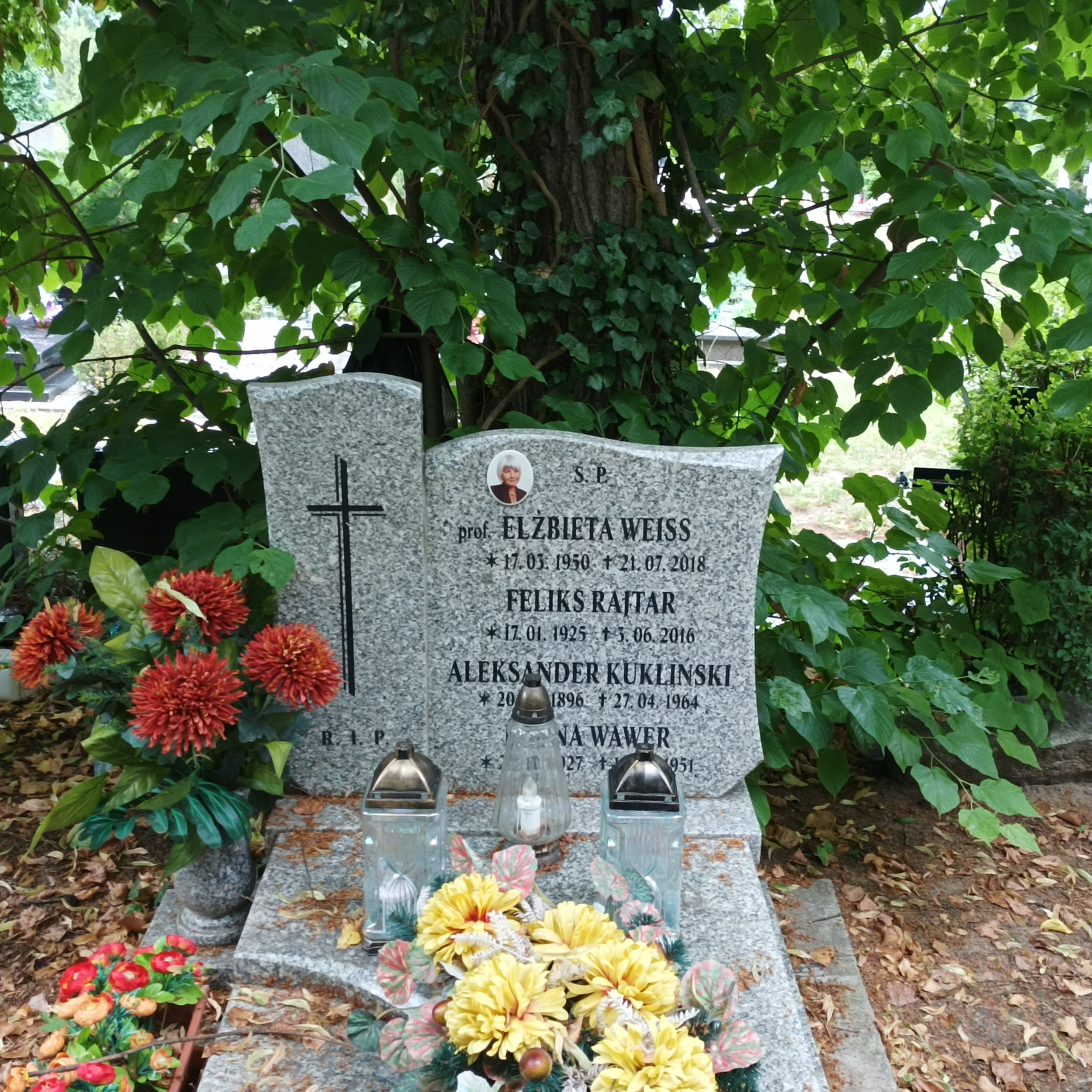
Grób prof. Elżbiety Weiss na Cmentarzu Świętej Rodziny we Wrocławiu

## Wybrane publikacje
- Weiss E., Zarządzanie wartością przedsiębiorstwa, Szczecin, 2008.
- Weiss E., New trends & challenges in management.Concepts of management, Warszawa, 2008.
- Weiss E., Godlewska M., Wybrane aspekty polityki personalnej w Agencji Restrukturyzacji i Modernizacji Rolnictwa, [w:] Wieś i rolnictwo w procesie zmian, Opole, 2008, s. 163-169.
- Podstawy i metody zarządzania. Wybrane zagadnienia, red. Weiss E., Warszawa, 2008.
- Weiss E., Organizacja i otoczenie, [w:] Podstawy i metody zarządzania. Wybrane zagadnienia, red. Weiss E., Warszawa, 2008, s. 13-32.